# Bassin versant de l'Yser

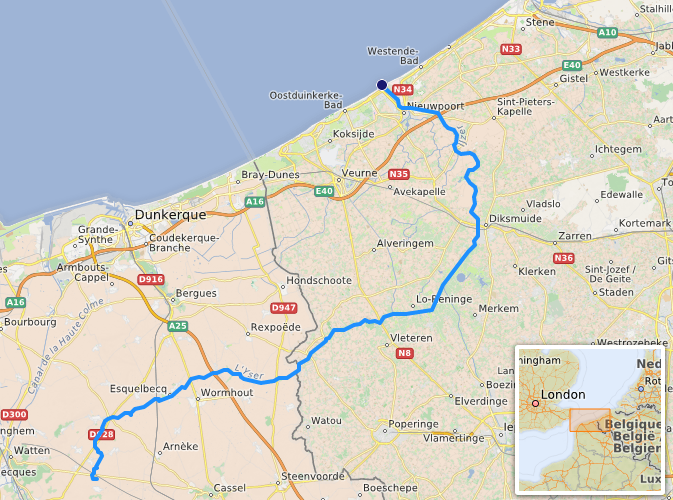
Le cours de l'Yser à travers la Belgique et la France

Le bassin de l'Yser en France indiqué par une couleur marron clair en haut.

Le bassin versant de l'Yser ou bassin hydrographique de l'Yser est le territoire de France et de Belgique qui est irrigué par l'Yser.
La superficie totale du bassin de l'Yser est de 1 101 km², dont environ 35 % sont des polders. Environ un tiers (378 km²) se trouve sur le territoire français.

## Affluents
Les affluents et embranchements suivants sont répertoriés selon leur proximité avec l'embouchure. Pour chaque rivière, le lieu de son embouchure est indiqué entre parenthèses.
- Yser (Nieuport)
  - Handzamevaart (Dixmude), bassin versant de 173 km²
    - Zarrenbeek

  - Stenensluisvaart, Houtensluisvaart et étang Blankaart (Woumen), bassin versant de 63 km²
    - Steenbeek
    - Ronebeek

  - Canal Ypres-Yser ou Canal Yperlée (Houthulst-Merkem)
    - Yperlée, zone de chalandise de 98 km²
      - Bollaerbeek (Ypres)
      - Zillebeek (Ypres)

    - Martjesvaart / Sint-Jansbeek, zone de chalandise de 106 km²
    - Étang de Dikkebus

  - Kemmelbeek (Reninge), bassin de 82 km²
  - Canal de Poperinghe (en néerlandais Poperingevaart, Oostvleteren - Elzendamme), bassin versant de 108 km²
    - Vleterbeek

  - Zwyne Becque (en néerlandais Zwijnebeek, frontière franco-belge près de Poperinghe)
  - Ey Becque (en néerlandais Heidebeek], frontière franco-belge à Poperinge), zone de chalandise de 98 km²
  - Herzeele (en néerlandais Herzele, Bambecque), bassin versant de 22 km²
  - Sale Becque (en néerlandais Vuilebeek, entre Wylder et Bambecque), bassin de 33 km²
  - Peene Becque (en néerlandais Penebee, Wormhout), bassin de 96 km²